# Owain Fôn Williams
Owain Fôn Williams (ur. 17 marca 1987 w Caernarfon) – walijski piłkarz występujący na pozycji bramkarza w szkockim klubie Inverness Caledonian Thistle oraz w reprezentacji Walii. Wychowanek Crewe Alexandra, w swojej karierze grał także w takich klubach, jak Stockport County, Bury, Rochdale oraz Tranmere Rovers. Znalazł się w kadrze na Mistrzostwa Europy 2016.